# Лешков, Василий Николаевич
Василий Николаевич Лешков (2 [14] августа 1810, Медвёдово, Стародубский уезд, Черниговская губерния, Российская империя — 21 января [2 февраля] 1881, Москва, Российская империя) — российский юрист, славянофил, председатель Московского юридического общества, действительный член Московского общества истории и древностей Российских, декан юридического факультета Московского университета, профессор полицейского права, заслуженный профессор.

## Биография
Сын сельского причётника церкви Успения Пресвятой Богородицы, воспитывался в Черниговской духовной семинарии (1825—1829) и Главном педагогическом институте, который окончил с серебряной медалью в 1835 году. Был послан за границу, в Берлинский университет, где слушал лекции Савиньи, Гефтера, Ранке. После двухгодичного пребывания в Берлине В. Н. Лешков занимался в Лейпцигском, Пражском и Венском университетах, где не только слушал лекции, но и работал в библиотеках, совершенствовал знание иностранных языков, а знал он их немало — греческий, латинский, немецкий, французский, английский. По возвращении, 26 января 1839 года он был определён адъюнктом юридического факультета Московского университета и стал читать лекции по общенародному праву; с 10 мая 1839 года он состоял на должности секретаря совета юридического факультета.
Спустя два года, 22 мая 1841 года, В. Н. Лешков защитил докторскую диссертацию: «Историческое исследование начал нейтралитета относительно морской торговли» и 10 января 1842 года был назначен экстраординарным профессором, заняв в московском университете кафедру законов государственного благоустройства и благочиния. С 7 апреля 1843 года Лешков стал читать курс государственного благосостояния, не прекращая чтений лекций по народному праву; временно читал курс по юридической энциклопедии. В 1845 году стал ординарным профессором; с 1864 года — заслуженный профессор Московского университета.
Своим студентам он говорил, что «идеями управляется человечество, которое хранит их в глубине своей природы и образует из них основу для вечного сочувствия каждого настоящего поколения ко всем поколениям, отжившим и будущим»; что «вера, нравственность, истина, добро, изящное для всех поколений составляют путеводные звёзды в области убеждений и действий, воззрений и жизни»; что «образование народа или его цивилизация не токмо играет важную роль в истории народа, но творит его историю, служа условием для развития и для бытия самого народа»; что «не опека или патронатство государства над частными лицами, а взаимодействие частного с общим составляет задачу общественного права». Был сторонником сохранения русской общины (см. «Местное самоуправление»).
Не ограничиваясь университетскими занятиями он публиковал статьи в «Москвитянине» и «Юридических записках».
31 марта 1847 года В. Н. Лешков был назначен цензором Московского цензурного комитета. На это время приходятся его отношения с Н. В. Гоголем по поводу цензуры.
Сочинение В. Н. Лешкова «Русский народ и государство» (1858) было представлено на получение Демидовской премии. Однако рецензия западника И. Е. Андреевского оставила его вне премии. Но этот труд получил высокую оценку в славянофильской среде: А. С. Хомяков в речи на заседании от 26 апреля 1859 года подчеркнул, что «ученый профессор Московского университета, г. Лешков» заслужил «своим прекрасным трудом одинаковую благодарность юристов и историков», а в «Русской беседе» «небывалому в России» сочинению «трудолюбивого и даровитого» В. Н. Лешкова была посвящена большая специальная статья его коллеги по Московскому университету — профессора И. Д. Беляева.
Декан юридического факультета (1863—1866, 1869—1872, 1877—1880). С 19 ноября 1865 года — действительный статский советник; был награждён орденами Св. Анны 2-й степени с императорской короной (1862), Св. Владимира 3-й степени (1869), Св. Станислава 1-й степени (1873).
При его ближайшем участии и инициативе в 1865 году было создано Московское юридическое общество, председателем и одним из наиболее деятельных работников которого он был в течение почти 16 лет. При его участии в 1875 году был созван первый съезд русских юристов. В 1871—1880 годах редактировал «Юридический вестник».
В. Н. Лешков — заслуженный профессор (1864) по кафедре законов государственного благоустройства и благочиния, соревнователь (membre associé) Королевского общества северных антиквариев; гласный московского губернского земства.
Умер 21 января (2 февраля) 1881 года. Был похоронен на кладбище Алексеевского женского монастыря.
В 1893 году Московское юридическое общество учредило премию для студентов имени В. Н. Лешкова за сочинения по полицейскому праву.

## Семья
Осенью 1840 года В. Н. Лешков женился на Елизавете Семёновне Дорошевич. Семья поселилась на Знаменке, где и прожила до 1873 года, переехав затем в дом Наткина на 4-й Мещанской. В их семье родилось шестеро детей.